# RS-713
Pour les articles homonymes, voir Route 713.
La RS-713 est une route locale de la mésorégion métropolitaine de Porto Alegre, dans l'État du Rio Grande do Sul au Brésil, qui relie la municipalité de Sertão Santana à la BR-116. Elle est longue de 15 km et dessert les communes de Sertão Santana et Barra do Ribeiro.